# Discografia di The Notorious B.I.G.
Discografia completa del rapper statunitense The Notorious B.I.G..

## Album in studio

### Solista
| Data              | Titolo                   | Etichetta                        |
| 13 settembre 1994 | Ready to Die             | Bad Boy Records                  |
| 25 marzo 1997     | Life After Death         | Bad Boy Records                  |
| 7 dicembre 1999   | Born Again               | Bad Boy Records                  |
| 20 dicembre 2005  | Duets: the Final Chapter | Bad Boy Records/Atlantic Records |

### Con i Junior M.A.F.I.A.
| Data           | Titolo     | Etichetta                          |
| 29 agosto 1995 | Conspiracy | Undeas Recordings/Big Beat Records |

## Raccolte
| Data         | Titolo        | Etichetta       |
| 6 marzo 2007 | Greatest Hits | Bad Boy Records |

## Mixtape
| Data        | Titolo                       | Etichetta |
| agosto 2008 | Ready to Die: the OG Version |           |

## Colonne sonore
| Data            | Titolo    | Etichetta       |
| 13 gennaio 2009 | Notorious | Bad Boy Records |

## Singoli
| Anno | Titolo                                                                         | Posizione in classifica | Posizione in classifica | Posizione in classifica | Posizione in classifica | Album                    |
| Anno | Titolo                                                                         | U.S. Hot 100            | U.S. R&B/Hip-Hop        | U.S. Rap                | Official Singles Chart  | Album                    |
| ---- | ------------------------------------------------------------------------------ | ----------------------- | ----------------------- | ----------------------- | ----------------------- | ------------------------ |
| 1994 | Juicy                                                                          | 27                      | 14                      | 3                       | 72                      | Ready to Die             |
| 1995 | Big Poppa                                                                      | 6                       | 4                       | 1                       | 63                      | Ready to Die             |
| 1995 | One More Chance (feat. Faith Evans e Mary J. Blige)                            | 2                       | 1                       | 1                       | 34                      | Ready to Die             |
| 1997 | Hypnotize                                                                      | 1                       | 1                       | 1                       | 10                      | Life After Death         |
| 1997 | Mo Money Mo Problems (feat. Ma$e & Puff Daddy)                                 | 1                       | 2                       | 1                       | 6                       | Life After Death         |
| 1997 | Sky's the Limit/Going Back to Calì (feat. 112)                                 | 26                      | 31                      | 3                       | 35                      | Life After Death         |
| 1999 | Notorious B.I.G. (feat. Puff Daddy e Lil' Kim)                                 | 82                      | 30                      | -                       | 16                      | Born Again               |
| 1999 | Dead Wrong (feat. Eminem)                                                      | -                       | 39                      | -                       | -                       | Born Again               |
| 2005 | Nasty Girl (feat. Diddy, Nelly, Jagged Edge e Avery Storm)                     | 43                      | 20                      | 9                       | 1                       | Duets: the Final Chapter |
| 2006 | Spit Your Game (feat. Twista e Krayzie Bone) / Hold Ya Head (feat. Bob Marley) | -                       | 68                      | -                       | 64                      | Duets: the Final Chapter |